# Мария Тереза Австрийска-Есте (1773 – 1832)
Мария Тереза Йозефа Йохана Австрийска-Есте (на италиански: Maria Teresa d'Austria, на немски: Maria Theresia Josepha Johanna von Österreich-Este; * 1 ноември 1773, Милано, Миланско херцогство; † 29 март 1832, Торино, Сардинско кралство) от династията Австрия-Есте е ерцхерцогиня на Австрия и чрез брака си с крал Виктор Емануил I кралица на Сардиния-Пиемонт през 1802 – 1821 г.

## Произход
Родена е в Кралския дворец на Милано като втората дъщеря на ерцхерцог Фердинанд Карл Австрийски (* 1754, † 1806), управител на Миланското херцогство и син на императрица Мария Терезия, в чест на която е кръстена, и Франц I Стефан. Майка ѝ е Мария Беатриче д’Есте (* 1750, † 1829), принцеса на Модена и дъщеря на Ерколе III д’Есте, херцог на Модена и Реджо, и Мария Тереза Чибо-Маласпина, херцогиня на Маса и княгиня на Карара, херцогиня на Айело и баронеса на Падули. Мария Тереза има пет братя и четири сестри:
- Йозеф Франц (1775 – 1776)
- Йозефина (1775 – 1777)
- Мария Леополдина (1776 – 1848), съпруга на Карл Теодор Баварски и на граф Лудвиг от Арко
- Франц IV (1779 – 1846), от 1814 до 1846 херцог на Модена, съпруг на племенницата си Мария Беатрис Савойска
- Фердинанд Карл Йозеф (1781 – 1850), австрийски фелдмаршал и генерал губернатор на Галиция и Трансилвания
- Максимилиан Йозеф (1782 – 1863), велик магистър
- Мария Антония (1784 – 1786)
- Карл Амброзий (1785 – 1809), архиепископ на Гран, примас на Унгария
- Мария Лудовика (1787 – 1816), съпруга на император Франц I Австрийски

## Биография

### Брак
16-годишната Мария Тереза се омъжва за 30-годишния Виктор Емануил, тогавашен херцог на Аоста и бъдещ крал на Сардиния, на 29 юни 1788 г. в Милано чрез представител и на 25 април 1789 г. в Новара лично. На другия ден тя пристига празнично в Торино.
Като избрана булка Мария Тереза демонстрира, че притежава редица задължителни изисквания: събрана е информация за нейната красота, тен, форма, здраве, състояние на зъбите, характер, култура, религиозност, маниери, начин на живот на принцеса. Важна е новината, че вече е преболедувала едра шарка. Поради всички тези причини тя е предпочетена пред френска принцеса.
Бракът е щастлив. Мария Тереза е добра приятелка със своята балдъза Мария Клотилда Бурбон-Френска, бездетната съпруга на принца на Пиемонт Карл Емануил, и е много близка с Мария Анна Савойска, херцогиня на Шабле.

### Кралица на Сардиния
Когато войските на Наполеон нахлуват в Пиемонт през 1798 г., кралското семейство трябва да избяга, намирайки убежище първо в Тоскана, а по-късно в Сардиния. На 4 юни 1802 г. Мария Тереза става кралица на Сардиния след абдикацията на нейния девер Карл Емануел IV.
Тъй като Пиемонт вече е изгубен, кралското семейство трябва да остане в Сардиния до падането на Наполеон и се връща в Кралския дворец в Торино едва през 1814 г. Обширна информация за ежедневието на Мария Тереза през годините 1811, 1812 и 1813, по време на които кралицата, която също се е преместила в Каляри с първите си 3 дъщери и е родила Мария Кристина, може да се намери в непубликувания дневник на нейния брат Франц IV Австрийски-Есте, достъпен в Държавния архив на Модена.
Първоначално Мария Тереза е посрещната с голям ентусиазъм, но скоро предизвиква недоволството на своите поданици, тъй като е обвинена, че иска да премахне възможно най-много мерките, приети през Наполеоновия период. Освен това кралицата се отнася с презрение към тези, които сътрудничат на Наполеон. Тези действия може би допринасят за избухването на пиемонтските въстания от 1821 г. Въстаниците провъзгласяват приемането на нова Конституция по модела на испанската от 1812 г. И по време на тези въстания кралицата кара да натежат нейните съвети.
Тя също е готова да действа като регентка, ако е необходимо. Но на 13 март 1821 г. кралят абдикира в полза на брат си Карл Феликс, след което набързо заминава за Ница, където Мария Тереза го последва. По-късно двойката живее в замъка в Монкалиери. Виктор Емануил умира на 10 януари 1824 г. на 65-годишна възраст.

- Мария Тереза на миниатюра
- Портрет на Мария Тереза Австрийска-Есте (детайл), от Луиджи Бернеро
- Портрет на Мария Тереза
- Кралицата на Сардиния в зряла възраст, 1802 – 1821 г., Кралски замък в Казерта

### Последни години и смърт
След смъртта на съпруга ѝ Мария Тереза се премества в Генуа, където купува Палацо „Дория-Турси“. Поради роднинската си връзка с Хабсбургската династия тя е неправомерно обвинена в опит да убеди девер си, крал Карл Феликс, да състави завещание, по силата на което нейният брат Франц IV Австрийски-Есте, херцог на Модена и Реджо, съпруг на най-голямата му дъщеря Мария Беатрис, би трябвало да бъде обявен за наследник на Сардинското кралство. Карл Феликс най-накрая определя Карл Алберт, принц на Кариняно, да го наследи. Напрежението, което възниква поради тази афера, принуждава кралицата-вдовица да се държи далеч от савойския двор, така че едва през 1831 г. тя се завръща в Торино по случай сватбата на дъщеря си Мариана с император Фердинанд I. На следващата година 58-годишната Мария Тереза умира неочаквано и е погребана до съпруга си в базиликата Суперга в Торино.

## Брак и потомство
∞ 21 април 1798 в Катедралата на Новара за Виктор Емануил I (* 24 юли 1759, Кралски дворец в Торино, Сардинско кралство; † 10 януари 1824, Монкалиери, Кралски дворец в Торино), крал на Сардиния, принц на Пиемонт, херцог на Савоя и на Аоста от 1802 до 1821 г., от когото има един син и шест дъщери:
- Мария Беатрис Виктория Жозефина Савойска (* 6 декември 1792, Торино, Кралство Сардиния, † 15 септември 1840, Замък Катайо, Баталя Терме), ∞ 20 юни 1812 г. за вуйчо си Франц IV Австрийски-Есте (* 6 октомври 1779, Милано; † 21 януари 1846, Модена), ерцхерцог на Австрия, от 1814 до 1846 г. херцог на Модена и Реджо, от 14 юли 1814 г. херцог на Модена и Реджо, от когото има двама сина и две дъщери
- Мария Аделаида Савойска (* 1794, † 1802)
- Карл Емануил Савойски (* 1794, † 1799), граф на Верчели
- дъщеря (* 1800, † 1801)
- Мария Тереза Савойска (* 19 септември 1803, Дворец „Колона“, Рим, Папска държава; † 16 юли 1879, Сан Мартино ин Виняле, Кралство Италия), ∞ 17 август 1820 чрез представител в Торино за Карл Лудвиг II Бурбон-Пармски, принц на Лука (* 22 декември 1799, Мадрид; † 16 април 1883, Ница), херцог на Лука (1824 – 1847), херцог на Парма и Пиаченца (1849 – 1854), от когото има син и дъщеря.
- Мария Анна Савойска (* 19 септември 1803, Рим, Папска държава; † 4 май 1884, Прага), близначка на горната, ∞ 12 февруари 1831 г. в Торино чрез представител, лично във Виена на 27 февруари за австрийския император Фердинанд I
- Мария Кристина Савойска (* 14 ноември 1812, Каляри; † 31 януари 1836, Неапол), ∞ за Фердинанд II, крал на Двете Сицилии.

Единственият син на двойката умира на 2-годишна възраст от едра шарка. И Карл Феликс, брат и наследник на Виктор Емануил, няма син, което определя изчезването на основния клон на Савойската династия.
- Децата на Мария Тереза
- принцеса Мария Беатрис
- принцеса Мария Тереза
- принцеса Мария Анна
- принцеса Мария Кристина